# Thomas Southerne
Thomas Southerne (1660 - 26 de mayo de 1746) fue un dramaturgo irlandés nacido cerca de Dublín.
Su primera obra, The Persian Prince, or the Loyal Brother (1682) se basaba en la intriga de una novela de la época. Su verdadero interés no estaba en la historia que narraba sino en la dimensión política de los personajes. Tachmas, el hermano fiel, es de forma evidente un retrato de Jaime I de Inglaterra mientras que el maquiavélico Ismaël representa a Shaftesbury.
En 1692, Sotherne revisó y completo la obra Cleomenes de John Dryden. Dos años más tarde, obtuvo un auténtico éxito con su drama sentimental The Fatal Marriage, or the Innocent Adultery (1692). La obra se inspiraba en otra escrita por Aphra Behn, The Nun, con algunos elementos de la comedia.
Otro gran éxito para Southerne fue la adaptación teatral de otra obra de Behn: Oroonoko.